# Claes Göransson
Claes Göransson (* 2. Mai 1950 in Linköping) ist ein ehemaliger schwedischer Radrennfahrer und nationaler Meister im Radsport.

## Sportliche Laufbahn
Göransson war bei den Junioren sehr erfolgreich. Er gewann Meistertitel in Schweden und bei den Rennen der Meisterschaften der Nordischen Länder.
1977 wurde er als Amateur nationaler Meister im Mannschaftszeitfahren. 1978 und 1979 konnte er den Titel verteidigen. Bei den Meisterschaften der Nordischen Länder gewann er 1977 mit Lennart Fagerlund, Tord Filipsson und Alf Segersäll die Goldmedaille, 1979 und 1982 holte er Silber. Im Milk Race gewann er 1977 eine Etappe. Mit dem Östgötaloppet gewann er 1979 ein traditionsreiches schwedisches Eintagesrennen.
1982 fuhr er eine Saison als Berufsfahrer im Radsportteam Coop-Mercier-Mavic. Im Rennen der UCI-Straßen-Weltmeisterschaften schied er aus. Nach einer erfolglosen Saison als Profi beendete er seine sportliche Laufbahn. 

## Familiäres
Sein Vater Gunnar Wilhelm Göransson war ebenfalls Radrennfahrer.